# Žan Marolt
Žan Marolt (Sarajevo, 25. rujna 1964. – 11. srpnja 2009.) bio je bosanskohercegovački istaknuti filmski i kazališni umjetnik. 

## Karijera
Stalni angažman imao je u Kamernom teatru 55. Igrao je u brojnim vrhunskim predstavama matične kuće poput Buba u uhu, Umri muški, Kidaj od svoje žene, Ujak Vanja i brojnim drugim.
Žan Marolt ostvario je zapažene uloge u filmovima Inat, Tunel, Mliječni put...
Gledateljima u zemlji i inozemstvu zasigurno će ostati u sjećanju po ulozi u filmu Dobro uštimani mrtvaci, ali i po ostvarenim interpretacijama u domaćim humorističkim serijama koje su stekle regionalnu popularnost poput Lud, zbunjen, normalan i Viza za budućnost.
Posljednju ulogu imao je u višestruko nagrađivanom bosanskohercegovačkom filmu Ostavljeni (2010). Nakon duge borbe s neizlječivom bolešću preminuo je 11. srpnja 2009. godine.

### Osobni život
Bio je u braku s glumicom Tatjanom Šojić.